# Saab Arena

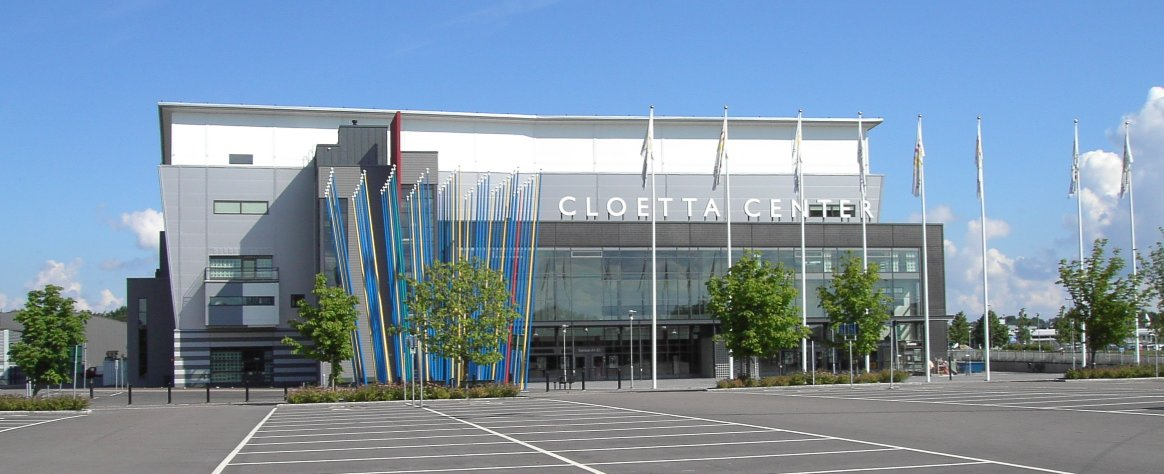
Cloetta Center, widok od frontu

Saab Arena (2004–2014 Cloetta Center) –  wielofunkcyjny obiekt sportowy mieszczący się w mieście Linköping, w Szwecji. Obiekt został otwarty w 2004 roku, wtedy też stał się główną halą rozgrywek hokejowej drużyny Linköpings HC. Łączna liczba miejsc w hali zawiera się pomiędzy 8500 osób w trakcie imprez sportowych i 11 500 na koncertach. Nazwa areny Cloetta Center pochodzi od byłego fińsko-szwedzkiego producenta cukierków Cloetta Fazer, (obecnie fiński Fazer i szwedzka Cloetta) znaną w Polsce z produkcji m.in.: cukierków Dumle, która nabyła prawa do nazwy.
W 2005, 2008, 2011 oraz 2014 roku w Saab Arena odbyły się półfinały festiwalu piosenki Melodifestivalen, który hala będzie gościć również w 2017 roku. Hala jest także miejscem występów znanych zespołów muzycznych, swoje koncerty grali to m.in.: Deep Purple, Europe, John Fogerty, Toto, Rod Stewart, W.A.S.P. czy Whitesnake. Hala jest również jednym z gospodarzy Mistrzostw Świata w Piłce Ręcznej Mężczyzn w 2011 roku.